# Clausdieter Schott
Clausdieter Schott (* 1. November 1936 in Freiburg im Breisgau; † 17. Juli 2023) war ein deutsch-schweizerischer Rechtshistoriker.

Nach dem Abitur 1956 am Berthold-Gymnasium in Freiburg studierte Schott Rechtswissenschaft und Volkswirtschaft an den Universitäten Freiburg und München. Die beiden Staatsexamen legte er 1960 und 1965 ab. 1963/1964 war er wissenschaftlicher Assistent bei Hans Thieme am „Institut für Rechtsgeschichte“ in Freiburg und von 1965 bis 1970 bei Ernst von Caemmerer am „Institut für ausländisches und internationales Privatrecht“ ebenda. Schott wurde 1965 mit einer Dissertation über die Gutachter- und Spruchtätigkeit der Juristenfakultäten promoviert. 1970 habilitierte er sich mit einer Arbeit über die mittelalterliche Treuhand und erhielt die Lehrbefugnis für Deutsche Rechtsgeschichte und Bürgerliches Recht.
Schott war von 1970 bis 1977 Generalsekretär der Gesellschaft für Rechtsvergleichung. 1973 wurde er außerplanmäßiger Professor in Freiburg i. Br. Von 1975 bis zu seiner 2004 erfolgten Emeritierung war er ordentlicher Professor für Rechtsgeschichte und Privatrecht an der Universität Zürich. Gleichzeitig war er Leiter der von Karl S. Bader gegründeten „Forschungsstelle für Rechtsgeschichte“ und von 1980 bis 1992 auch Leiter des „Rechtswissenschaftlichen Seminars“. Von 1992 bis 1994 amtierte er als Dekan der Rechtswissenschaftlichen Fakultät. Er war Mitbegründer der seit 1979 erscheinenden Zeitschrift für Neuere Rechtsgeschichte und  Mitherausgeber der Reihe Signa Iuris sowie Mitglied der Vereinigung für Verfassungsgeschichte.
Seine Forschungsschwerpunkte waren germanische Stammesrechte, mittelalterliche Rechtsbücher, Kodifikations- und Methodengeschichte, Gericht und Verfahren sowie Privatrechtsgeschichte und Rechtsikonographie. Für 2018 wurde Schott der Eike-von-Repgow-Preis der Stadt Magdeburg vor allem für seine Leistungen bei der Edition und Kommentierung der Sachsenspiegel-Ausgaben zugesprochen.
Schott war verheiratet und Vater zweier Söhne. Er verstarb am 17. Juli 2023 im Alter von 86 Jahren.

## Schriften (Auswahl)
Ein Schriftenverzeichnis von Clausdieter Schott erschien in: Marcel Senn, Claudio Soliva (Hrsg.): Rechtsgeschichte & Interdisziplinarität. Festschrift für Clausdieter Schott zum 65. Geburtstag. Lang, Bern u. a. 2001, ISBN 3-906767-55-8, S. 387–403.
- als Hrsg.: Eike von Repgow, Der Sachsenspiegel. Manesse Verlag, Zürich 1984.
- Kindesannahme – Adoption – Wahlkindschaft. Rechtsgeschichte und Rechtsgeschichten. Metzner, Frankfurt am Main 2009, ISBN 978-3-8019-5709-4.